# 覆面屋工房
覆面屋工房（ふくめんやこうぼう）は、プロレスラーのマスクとコスチュームの制作会社。

## 概要
プロレスラーの試合用のマスク、コスチュームの制作を手掛けるが選手用は1度制作すれば長期で使用されるため、全体的にみれば依頼はイベント、テレビ、CM、PVで使用されるマスク、衣装が大半だという。

## 歴史
創業時は京都に拠点としていた。かつて新中野と水道橋に店舗兼作業場を設けていた。
2020年1月、新型コロナウイルスによる経営状況から水道橋店を閉店して野方に事務所兼店舗「OFICINA DE CACAO」として移転。9月、高崎に事務所兼店舗を移転。
2021年9月、高崎店が閉店。
現在はマスク制作、ウェブ通販、期間限定のポップアップストアを中心になっている。